# 錢暉
錢暉（1471年—？），字日章，浙江绍兴府会稽县人，民籍，明朝政治人物。

## 生平
弘治五年（1492年）壬子科浙江鄉試第十二名舉人。弘治十二年（1499年）中式己未科會試第九十九名，三甲第八十名進士。

## 家族
曾祖錢赓，县丞；祖錢恪；父錢俨。母楊氏。永感下。兄昱、暹；弟晟。